# لیگ گیرابولا
لیگ گیرابولا (انگلیسی: Girabola)معتبرترین لیگ فوتبال در کشور آنگولا است که از سال ۱۹۷۹ تاکنون برگزار می‌شود. این لیگ از ۱۶ تیم که از سراسر کشور آنگولا در آن شرکت می‌کنند برگزار می‌شود. Atlético Petróleos de Luanda با ۱۵ قهرمانی پرافتخارترین تیم این سری مسابقات به حساب می‌آید.